# علی فلسفی
میرزا علی آقا فلسفی (زاده ۸ دی ۱۲۹۹ - درگذشته ۱۹ بهمن ۱۳۸۴) روحانی ایرانی است که پدر او محمدرضا تنکابنی (متولد ۱۲۸۲ قمری)، فرزند شیخ محمد واعظ تنکابنی، از علمای برجستهٔ مازندران و تهران بود. برادر بزرگ‌تر وی محمد تقی فلسفی واعظ مشهور بود . وی شش سال در محضر فقهی میرزا حبیب الله رشتی (م ۱۳۱۲ قمری) زانو زد، خارج فقه را نزد سید محمدکاظم طباطبایی یزدی (م ۱۳۳۷ قمری) آموخت، دو دوره کامل درس خارج اصول فقه آخوند خراسانی (م ۱۳۲۹ قمری) را درک کرد و از وی اجازهٔ اجتهاد گرفت. میرزا علی فلسفی، کودکی و مراحل تحصیل ابتدایی را در تهران گذراند و نخستین آموزش‌های معمول حوزوی را در نزد پدر و برادر ارشدش میرزا ابوالقاسم آموخت. آن گاه ادبیات را در مدرسهٔ فیلسوف الدوله پی گرفت. شرح جامی و شمسیه را نزد استاد فاضلی به نام شیخ حسین نوایی آموخت. سپس کتاب‌های مغنی و شرح نظام را در مدرسه محمدیه (مقابل مسجد جامع تهران) در محضر شیخ محمدحسین بروجردی و سید محمد قصیر فراگرفت و پس از آن برای آموختن مقدمات اصول و فقه به مدرسهٔ مروی رفت. اما برای خواندن کتاب‌های رسائل و مکاسب، از محضر پدر استفاده کرد.در سال ۱۳۲۲ خورشیدی با اتمام کتاب‌های سطح حوزه و برای ادامهٔ تحصیل خارج فقه و اصول در سن ۲۳ سالگی، به پیشنهاد پدر،  راهی نجف شد و در حجرهٔ یک نفره در مدرسهٔ سید محمد کاظم یزدی سکنی گزید. گفتنی است وی، دکتر ابوالقاسم گرجی، شیخ حسین وحید خراسانی، سیدتقی قمی و شیخ علی اصغر شاهرودی و شیخ محمد حسن محمدی بجنوردی که از هم دوره‌ای‌های وی در مدرسه سید یزدی بودند را به عنوان هم مباحثه برگزید.
در نجف، شیوه‌های تدریس اساتیدی چون  سید عبدالهادی شیرازی (م ۱۳۸۲ قمری)،  سیدمحمودحسینی شاهرودی (م ۱۳۹۵ قمری) و شیخ محمد کاظم شیرازی (م ۱۳۶۷ قمری) را آزمود، اما سرانجام محفل درس  حاج شیخ محمد علی کاظمی (م ۱۳۶۴ قمری) از شاگردان محمدحسین نائینی را پسندید که روزها در مقبرهٔ میرزای شیرازی درس فقه می‌گفت و شب‌ها بر پشت بام مسجد هندی درس اصول می‌داد. چند سالی در این هر دودرس به دانش اندوزی پرداخت و تقریرات دروس او را نوشت. پس از درگذشت استاد، نخست به درس مرجع زمان، سید ابوالحسن اصفهانی رفت، که بر جنازه  کاظمینی نماز خوانده بود، اما حضور در این درس دیری نپایید و از آن پس به مجلس درس سید ابوالقاسم خوئی رفت و تا پایان زمان اقامت در نجف، هیچ گاه حضور در آن را از دست نداد. دو دوره درس اصول فقه و کتاب‌هایی چند از ابواب فقه را نزد آن استاد آموخت که پس از رحلت  کاظمینی محفل علمی او در اوج شکوفایی و رونق قرارداشت.
میرزا علی فلسفی، یکی از برجسته‌ترین درس آموزان مکتب سید ابوالقاسم خویی است که پیوسته تقریرات درس وی را می‌نوشت و استاد گاه خود با قلم خویش، مهر تائیدی بر پایان آن می‌نهاد یا کسانی را که مباحث مکتوب فقهی او را می‌خواستند به جزوه‌های ایشان ارجاع می‌داد . همین ویژگی‌های علمی بود که سبب شد هنگام بازگشت آیت‌الله فلسفی به تهران، اجازهٔ اجتهادی از سوی مرجع شیعه سید ابوالقاسم خویی به نام وی صادر شود. این گواهی که بدون اطلاع شخصی وی صدور یافته بود، نخستین اجازه نامه‌است که از سوی سید ابوالقاسم خویی به نام یکی از شاگردانش نوشته شده‌است و با این که به دلیل پیشگیری از صدور اجازه‌هایی از این دست، سعی بر کتمان آن بود، دیری پنهان نماند.
چندی نیز در محضر استادی به نام شیخ صدرا، به خواندن اسفار پرداخت و رجال و درایه را نیز در جلسات درسی  شیخ آقا بزرگ تهرانی (م ۱۳۸۹ قمری) فرا گرفت؛ هر چند این دو درس، یکی به دلیل عدم توجه به مباحث فلسفی در حوزه علمیه نجف، و دیگری به دلیل کهولت سن استاد دیری نپائید.به پیروی از شیوه‌ای سازنده، هم زمان با تحصیل، در سایهٔ دیوار پشت بام مدرسهٔ سید محمد کاظم یزدی، به تدریس آموخته‌های خود نیز پرداخت. تدریس را از کتاب شرح لمعه آغاز کرد و تا کتاب‌های رسائل و مکاسب و کفایه الاصول نیز پیش رفت. بیان روان و شیوای وی، و تسلط علمی فوق العاده بر مبانی علمی، شاگردان بسیاری را به مجلس درس او کشانید و درس کفایه او از پر رونق‌ترین دروس آن روزگار نجف به‌شمار می‌آمد؛ چندان که مدرسان حوزهٔ نجف او را برخوردار از جادوی بیان دانستند و استادش سید ابوالقاسم خویی، با مشاهدهٔ فراوانی شاگردان وی، او را به ماندن در نجف و ادامهٔ تدریس تشویق فرمود.

## مهاجرت به مشهد
در آن سال‌ها حوزهٔ علمیهٔ مشهد در کنار حوزه‌های نجف و قم از حضور مراجع بزرگ بهره مند بود و استادان با تدریس دروس سطح و خارج، برنشاط و پویایی آن می‌افزودند. در یکی از سفرهای زیارتی به مشهد، سید محمدهادی میلانی (م ۱۳۹۵ قمری) فرزند خود و یکی دیگر از آقایان را نزد آیت‌الله فلسفی فرستاد و از وی خواست که به منظور رونق بخشیدن به حوزهٔ علمیه مشهد و رفع نیازهای علمی طلاب، به ویژه با توجه به تصمیم حسین وحید خراسانی برای عزیمت به قم، جماعت و تدریس در تهران را رها سازد و به مشهد کوچ کند. شوق زیستن در کنار بارگاه رضوی و احساس مسئولیت در برابر مشتاقانی که در حوزهٔ مشهد گرد آمده و انتظار نشستن در محضر وی را می‌کشیدند، او را به این شهر کشاند.
نخست، مسجدی در کوچهٔ چراغ برق را برای تدریس خارج انتخاب کرد. با حضور وی در مشهد، جان تازه‌ای به کالبد حوزهٔ مشهد دمیده شد و صدها تن از طلاب علاقه‌مند در محضر درس ایشان حاضر شدند؛ چندان که محفل دانش گستر او در مدرس اصلی مدرسهٔ میرزا جعفر، سپس مسجد ملاحیدر و سرانجام در مدرسهٔ سید ابوالقاسم خویی، به پر رونق‌ترین درس‌های حوزوی بدل گشت. 
پس از ۸۵ سال زندگی، مقارن اذان ظهر روز تاسوعای سال ۱۴۲۷ قمری، برابر با ۱۹ بهمن ۱۳۸۴ خورشیدی، درگذشت و صبح روز جمعه یازدهم محرم، پیکر ایشان پس از اقامهٔ نماز توسط دوست دیرینش وحید خراسانی، در رواق دارالسرور و در کنار میرزا حسنعلی مروارید که حدود یک سال پیش درگذشته بود، به خاک سپرده شد. درست است.

## فعالیت ها
- حضور در درس خارج: ۱۳۲۰
- هجرت به نجف: ۱۳۲۲
- بازگشت به تهران: ۱۳۴۰
- عزیمت به مشهد: ۱۳۴۸
- آغاز تدریس درس خارج: ۱۳۵۴

## جستار های وابسته
- حوزه علمیه خراسان